# Hexatoma gaedii
Hexatoma gaedii är en tvåvingeart som först beskrevs av Johann Wilhelm Meigen 1830.  Hexatoma gaedii ingår i släktet Hexatoma och familjen småharkrankar. Inga underarter finns listade i Catalogue of Life.